# Jan Siewko
Jan Siewko (ur. 12 lutego?/24 lutego 1900 w guberni grodzieńskiej, zm. 18 lutego 1969 w Rostowie nad Donem) – pułkownik ludowego Wojska Polskiego.

## Życiorys
Jan Siewko urodził się na Ziemi Grodzieńskiej. Białorusin z pochodzenia. W stopniu szeregowego 3 pułku piechoty uczestniczył w rewolucji październikowej oraz wojnie domowej. Walczył w 1918 na froncie południowym, a w 1919 na froncie wschodnim. Szef kancelarii kwatermistrzostwa 35 Dywizji Piechoty. Jako pomocnik dowódcy pułku ds. gospodarczych w 1921 walczył w Mongolii. W 1929 był zastępcą dowódcy pułku w Mandżurii. Zastępca dowódcy 25 bsap w latach 1941–1942. Dowódca 221 i 306 pułku piechoty w latach 1943–1944.
Skierowany do ludowego Wojska Polskiego w drugiej połowie 1944. Od 26 września 1944 dowódcą 13 pułku piechoty 5 Dywizji Piechoty. W czasie działań bojowych w rejonie Köenigswartha został ranny w głowę i stracił prawe oko. Po zakończeniu wojny w czerwcu 1945 został zastępcą dowódcy ds. liniowych. Od 12 grudnia 1945 do 7 sierpnia 1946 był dowódcą 5 Saskiej Dywizji Piechoty.
Wyjechał do Związku Radzieckiego pod koniec lat czterdziestych.

## Ordery i odznaczenia
- Order Lenina
- Order Czerwonego Sztandaru
- Order Aleksandra Newskiego[2]
- Order Wojny Ojczyźnianej I klasy
- Order Czerwonej Gwiazdy